# TWILIGHT FILE
『TWILIGHT FILE』（トワイライト・ファイル）は、日本のオムニバス映画作品のシリーズ。

## 概要
2005年の『TWILIGHT FILE』以来、毎回異なるテーマで、若手監督達によって制作される。2020年12月時点では32作品が製作されている。出演者にはMIRAI PICTURES ACADEMY出身の俳優や新人を多数起用している。女優駆け出しの蒼井優や満島ひかり、バラエティからは小倉優子が初の映画出演を果たしている。

## 作品
2005年
- 影 TWILIGHT FILE
- 幻 TWILIGHT FILE
- 月光 TWILIGHT FILE

2006年
- 矜持〜KYOUJI〜 TWILIGHT FILE II
- あのころ…Summer Memories TWILIGHT FILE II
- 僕はこの丘で、君を愛したい… TWILIGHT FILE II

2007年
- 僕の彼女とその彼氏 Drop in Ghost TWILIGHT FILE III
- 約束の地に咲く花 TWILIGHT FILE III
- クローズ・ユア・マインド 馬熊横丁 TWILIGHT FILE III
- 虹色ハーモニー〜マイ・レインボウ・マン〜 TWILIGHT FILE IV
- それでもヤクザはやってくる TWILIGHT FILE IV
- soeur スール TWILIGHT FILE IV

2008年
- フォーク&バレット サヨウナラ戦争 TWILIGHT FILE V
- RUN3 TWILIGHT FILE V
- Famille ファミーユ　フランスパンと私 TWILIGHT FILE V

2009年
- Quarter TWILIGHT FILE VI
- 冬の怪談 ぼくとワタシとおばあちゃんの物語 TWILIGHT FILE VI
- Wednesday アナザーワールド TWILIGHT FILE VI

2010年
- Oh!マイブラザー 誰の心に届く… TWILIGHT FILE VII
- イルカの豆 TWILIGHT FILE VII
- キャッチボール×3 TWILIGHT FILE VII

2011年
- ファイティング オカン TWILIGHT FILE VIII
- 恋する弁当男子 TWILIGHT FILE VIII
- デイズ 私がアイツになった時… TWILIGHT FILE IX

2012年
- バトルαソクラテス パーティ&party! TWILIGHT FILE IX
- あの日、ぼくらの大脱走 TWILIGHT FILE X

2013年
- 心が君を、探してる。 TWILIGHT FILE X

2014年
- レプリカント・イブ

2015年
- サンタクロースズ

2016年
- さざ波ラプソディー

2017年
- くらわんか!

2018年
- 9 〜ナイン〜